# Dharanindravarman I
Dharanindravarman Yo (en camboyano: ធរណីន្ទ្រវរ្ម័នទី១) fue rey del Imperio Jemer, gobernando de 1107 hasta 1113. Ascendió al trono tras la muerte de su hermano menor, Jayavarman VI.: 110  Se casó con la reina Vijayendralakshmi, la viuda de su predecesor.: 153  Fue asesinado en una pelea con su sobrino mayor, Suryavarman II. El acontecimiento es apoyado por la insignia Ban That.